# رقص آهسته در شهر بزرگ
رقص آهسته در شهر بزرگ (به انگلیسی: Slow Dancing in the Big City) یک فیلم سینمایی آمریکایی محصول سال ۱۹۷۸ میلادی به کارگردانی جان جی آویلدسن است.

## بازیگران
- پل سوروینو درنقش لو فریدلنر
- آن دیچبورن در نقش سارا گانتز
- نیکولاس کاستر درنقش دیوید فیلمر
- آنیتا دانگلر در نقش فرنی
- تیئو پنگلیس به عنوان کریستوفر
- لیندا سلمان در نقش باربارا باس
- هکتور مرکادو در نقش راجر لوکاس
- دیک کاربالو در نقش جورج واشینگتن مونرو
- جک راماج درنقش دکتر فاستر
- آدام گیفورد در نقش ماری الیوره
- برندا استار درنقش پانک
- دانیل فارالدو
- مایکل گورین درنقش لستر ادلمن
- تارا میتون در نقش دایانا
- مت روسو در نقش جک گفی
- بیل کانتی درنقش پیانیست
- ریچارد جیمسون در نقش جو کریستی
- سوزان دوکاس به عنوان پرستار
- بن اسلک به عنوان مورت هافمن
- دنیل بریزبوآ
- میمی سچینی به عنوان رز سیانو
- لوید کافمن درنقش آشر
- باررا گرانت درنقش میلدرد[۳]